# Give Me Strength – The ’74/’75 Studio Recordings
Give Me Strength – The ’74/’75 Studio Recordings ist eine Kompilation des britischen Rockmusikers Eric Clapton und erschien am 25. November 2013 unter den Labels Polydor- und Universal Records. Auf dem Album sind erweiterte und bislang unveröffentlichte Aufnahmen der Alben 461 Ocean Boulevard, There’s One in Every Crowd und E. C. Was Here enthalten, sowie die „Freddie King Criteria Studios Sessions“.

## Rezeption und Chartplatzierungen
Allmusic-Kritiker Stephen Thomas Erlewine lobt das Konzept des Albums sowie Claptons Auftreten und Gitarrenspiel während der Veröffentlichung. Jedoch findet Erlewine auch, dass es sich bei der Kompilation um genau eine Archiv-Veröffentlichung handele, die ein historisches Album wie 461 Ocean Boulevard nicht gerade stärke. Abschließend vergab Erlewine 3.5 der 5 möglichen Bewertungseinheiten für das Kompilationsalbum. Will Hermes vom Rolling Stone äußerte sich positiv gegenüber dem Album und vergab 4.5 von 5 möglichen Punkten für die Veröffentlichung. Nigel Williamson von dem britischen Musikmagazin Uncut vergab insgesamt 8 Punkte für die Kompilation.
In Deutschland belegte die Kompilation Platz 41 der deutschen Albumcharts und verblieb eine Woche in der Hitparade. In Wallonien positionierte sich die Veröffentlichung auf Platz 174 und blieb ebenfalls nur eine Woche in den Charts.

## Titelliste
| 461 Ocean Boulevard (Expanded Version) 1. Motherless Children – 4:53 2. Give Me Strength – 2:54 3. Willie and the Hand Jive – 3:32 4. Get Ready – 3:47 5. I Shot the Sheriff – 4:27 6. I Can’t Hold Out – 4:14 7. Please Be With Me – 3:26 8. Let It Grow – 5:01 9. Steady Rollin’ Man – 3:15 10. Mainline Florida – 4:08 Session Out-Takes 1. Ain’t That Lovin’ You – 5:33 2. Meet Me (Down At The Bottom) – 6:58 3. Lonesone Road Blues (Walkin’ Down The Road) – 5:16 4. Getting Acquainted – 6:27 5. Getting Acquainted 2 (Too Late) – 4:19 6. Eric After Hours Blues – 4:24 7. Please Be With Me (Acoustic) – 3:25 8. Give Me Strength (Dobro 1) – 3:29 There’s One in Every Crowd (Expanded Version) 1. We’ve Been Told (Jesus Is Coming Soon) – 4:29 2. Swing Low Sweet Chariot – 3:33 3. Little Rachel – 4:07 4. Don’t Blame Me – 3:35 5. The Sky Is Crying – 4:00 6. Singin’ The Blues – 3:25 7. Better Make It Through Today – 4:24 8. Pretty Blue Eyes – 4:48 9. High – 3:32 10. Opposites – 4:50 Session Out-Takes 1. Burial – 4:02 2. Whatcha Gonna Do – 2:44 3. I Found A Love – 3:41 4. (When Things Go Wrong) It Hurts Me Too – 5:48 5. Fools Like Me – 5:09 | Non-Album Single Release 1. Knockin’ on Heaven’s Door – 4:24 2. Someone Like You – 4:30 E. C. Was Here (Remixed And Expanded Version) Disc 1 1. Smile – 3:35 2. Have You Ever Loved a Woman – 7:41 3. Presence of the Lord – 8:47 4. Crossroads – 4:38 5. I Shot the Sheriff – 7:35 6. Layla – 6:00 7. Little Wing – 8:57 8. Can’t Find My Way Home – 5:18 9. Driftin’ Blues / Ramblin’ on My Mind – 11:38 E. C. Was Here (Remixed And Expanded Version) Disc 2 1. Ramblin’ On My Mind / Have You Ever Loved A Woman – 8:15 2. Willie And The Hand Jive / Get Ready – 11:27 3. The Sky Is Crying / Have You Ever Loved A Woman / Ramblin’ On My Mind – 7:25 4. Badge – 10:43 5. Driftin’ Blues – 6:55 6. Eyesight To The Blind / Why Does Love Got To Be So Sad – 23:50 7. Further On Up The Road – 7:35 The Freddie King Criteria Studios Sessions 1. Sugar Sweet – 4:06 2. TV Mama – 4:06 3. Boogie Funk – 5:32 4. Gambling Woman Blues – 21:44 Blu-ray Surround Sound Audio Disc 1. 461 Ocean Boulevard Elliot Scheiner 5.1 Surround Sound Mix 2. 461 Ocean Boulevard Original Tom Dowd Quadraphonic Mix 3. There’s One In Every Crowd Original Tom Dowd Quadraphonic Mix |